# Natronkalk

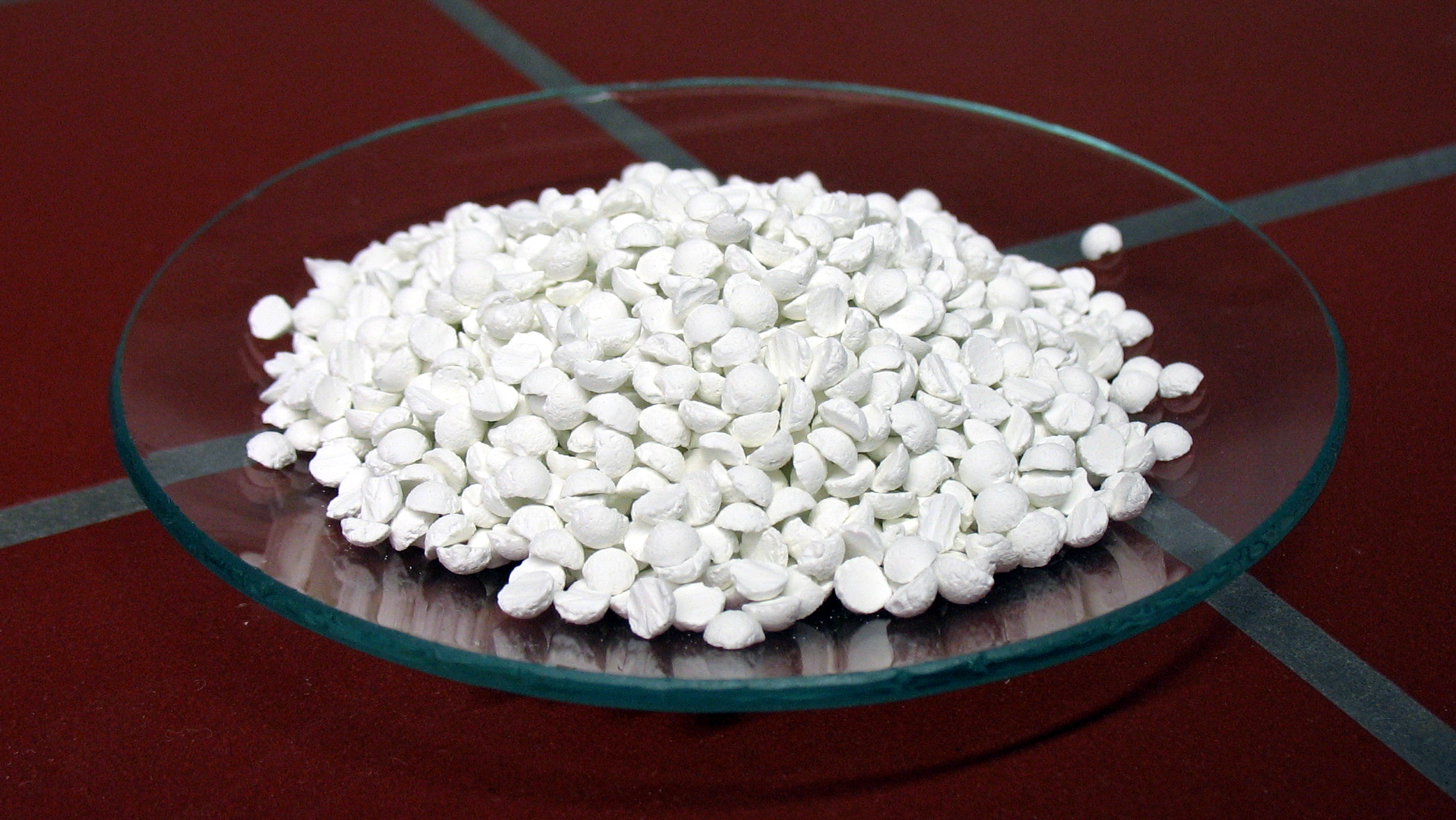
Natronkalk, kornad (3 – 5 mm)

Natronkalk är en blandning av natriumhydroxid (NaOH) och kalciumhydroxid (Ca(OH)2), som tillverkas genom släckning av bränd kalk med en lösning av hälften så mycket natriumhydroxid och en kraftig upphettning av blandningen och pulverisering av de så erhållna produkten.

## Användning
Natronkalk används som absorbent av koldioxid, dels inom kemisk produktion, dels i filter i andningsutrustning för upptagning av koldioxid i utandningsluften.
Reaktionsschemat för koldioxidupptagningen är
CO2 + 2 NaOH →  Na2CO3 + H2O
Na2CO3 + Ca(OH)2 → 2 NaOH + CaCO3